# سن منغمد
السن المنغمد Dens invaginatus اختصارا (DI)، والمعروف أيضًا باسم السن داخل السن، هو شذوذ نادر وخلل في نمو الأسنان حيث يكون هناك انغماد وطي للميناء في العاج داخل الحليمة السنية، ويكون هذا قبل اكتمال التكلس. يبدأ الانغماد في التاج وقد يمتد إلى الجذر. تمثل هذه الثنيات/الطيات مواقع ركود للبكتيريا ويمكن أن تزيد من احتمالية تسوس الأسنان. يمكن أن تنتشر العدوى التسوسية عبر ميناء الأسنان والعاج لتلويث اللب والتسبب في نخر الأنسجة الرخوة. يمكن أن يجعل التشريح المتغير والمعقد أحيانًا للأسنان المصابة إدارة علاج لب الأسنان أمرًا صعبًا. لذلك فإن التشخيص المبكر ضروري لأن العلاج الوقائي يمكن أن يمنع التنكس ونخر اللب. انتشار هذه الحالة هو 0.3 - 10٪،يؤثر على الذكور أكثر من الإناث. تظهر الحالة في شكلين، تاجي يشمل تاج السن وجذري يشمل جذر السن، حيث يكون الأول أكثر شيوعًا.
السن المنغمد هو تشوه في الأسنان ينتج على الأرجح عن ثني الحليمة السنية للداخل أثناء نمو السن أو انغماد جميع طبقات عضو الميناء في الحليمات السنية. تُظهر الأسنان المصابة ثنيًا عميقًا للميناء والعاج بدءًا من الثقبة العوراء أو حتى طرف الشرفة وقد يمتد عميقًا في الجذر. الأسنان الأكثر تأثرًا هي القواطع الجانبية العلوية (80%)، تليها الأنياب العلوية (20%). كما لوحظ حدوث ثنائي أيضًا (25%).

## العلامات والأعراض
غالبًا ما تكون الأسنان المنغمدة بدون أعراض مع ظهور تشوه خارجي طفيف في التاج المصاب. قد يشكو الأفراد الذين يعانون من سن مصابة من أن أسنانهم لها شكل غير طبيعي مثل كونها أوسع من الناحية الوسطى والبعيدة أو من الناحية الشدقية واللسانية.
الأسنان المصابة بهذه الحالة معرضة لخطر أكبر للإصابة بتسوس الأسنان وأمراض حول الجذر. يمكن أن تنكسر الطبقة الرقيقة من مينا الأسنان بسهولة، مما يوفر مدخلًا للكائنات الحية الدقيقة إلى قناة الجذر. يمكن أن يتسبب هذا في تكوين خراج وإزاحة الهياكل السنية (أي الأسنان). التشخيص المبكر والوقاية مهمان جدًا للحفاظ على حيوية الأسنان. يمكن أن تؤثر السمات السريرية مثل الشق القاطع أو نتوء المخلب البارز على القواطع الجانبية على الأسنان المنغمدة ويجب فحصها بالأشعة السينية.

## التشخيص
أثناء الفحص السريري، يمكن ملاحظة شكل غير طبيعي للسن. يمكن أن يكون للأسنان المصابة بهذه الحالة تاج مخروطي الشكل على شكل وتد، أو تجويف عميقة على الجانب اللساني، أو لها حدبة تالون (حدبة مخلبية) مبالغ فيه.
على الرغم من أن الفحص قد يكشف عن شق على سطح السن الأمامي، في الحالات الخفيفة من السن المنغمد، قد تظهر التيجان بتشريح طبيعي وغالبًا ما تكون بدون أعراض. لذلك، فإن الفحص الشعاعي ضروري لتوفير تشخيص نهائي. في الأشعة السينية حول الذروة، ستظهر آفة الانغماد كجيب شفاف للأشعة يمكن أن يمتد إلى الجذر أو يقتصر على التاج. وعادة ما يُرى أسفل الحزام أو الحافة القاطعة. يمكن أن تظهر الآفات الأكبر حجمًا على شكل شقوق. يمكن أيضًا ملاحظة حافة معتمة للأشعة السينية. قد يكون اللب متأثرًا وقد يكون لقناة الجذر تشريح معقد. غالبًا ما تكون هناك حاجة إلى صورتين شعاعيتين حول الذروة بزاوية أفقية مختلفة لضمان رؤية الآفة بالكامل.
التصوير المقطعي المخروطي الشعاعي (CBCT) مفيد في تشخيص السن المنغمد، حيث يوفر للأطباء صورة ثلاثية الأبعاد مفصلة. كما يساعد CBCT في تحديد جدوى علاج قناة الجذر أو الجراحة القمية أو الإجراءات الأخرى للأسنان المصابة بـهذه الحالة.

### تصنيف أوهلر

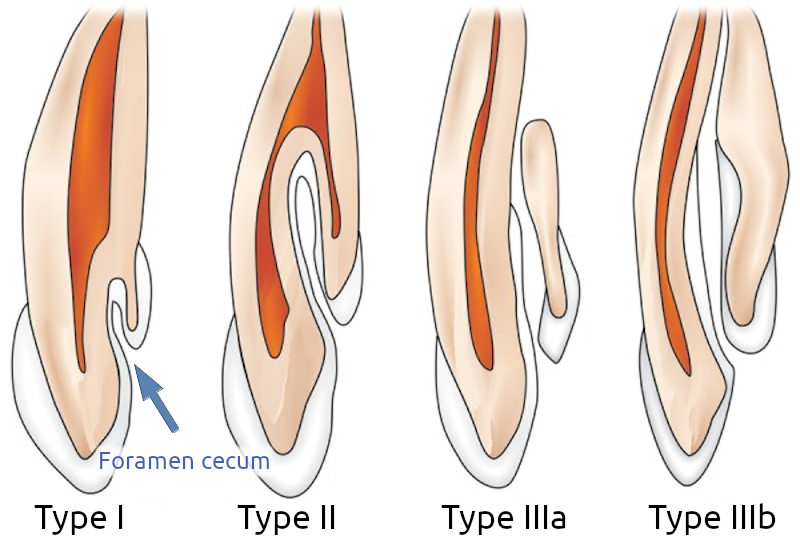
تصنيف أوهلر، اسلهم يشير إلى الثقبة العوراء.

- الصنف الأولى - انغماد جزئي. يقتصر على تاج السن. لا يمتد الآفة إلى ما بعد الموصل الملاطي المينائي (CEJ) أو اللب.[9]
- الصنف الثاني - انغماد جزئي. يمتد إلى ما بعد التاج والموصل الملاطي المينائي. قد يتأثر اللب ولكنه يبقى داخل تشريح الجذر. لا يوجد اتصال بين الآفة ورباط دواعم السن (PDL).[9]
- الصنف الثالث أ - انغماد كامل. يمتد عبر الجذر ويتصل برباط دواعم السن. لا يشمل اللب عادةً ولكنه قد يسبب تشوهات تشريحية.[9]
- الصنف الثالث ب - انغماد كامل. يمتد عبر الجذر ويتواصل مع رباط دوعم السن من خلال الثقبة القمية. قد لا يتأثر تشريح اللب بشكل مباشر ولكنه قد يسبب خللًا في تشريح الأسنان.[9]

## الأسباب
إن سبب ظهور السن المنغمد غير واضح. ومع ذلك، هناك العديد من النظريات:
- الوراثة
- العدوى
- الصدمة
- ضغط النمو على الأقواس السنية أثناء تكون الأسنان، مما يتسبب في ثني الميناء
- الانتشار السريع لظهارة المينا الداخلية يغزو الحليمة السنية الأساسية.

## الادارة
- العلاج الوقائي - على سبيل المثال تعليمات نظافة الفم، ختام الشق والوهد(ختام سني).
- إعادة الزرع المتعمد.
- علاج قناة الجذر باستخدام مُجمع ثلاثي أكسيد المعدني.
- الجراحة حول الذروة باستخدام حشوة رجعية.
- الاقتلاع.